# Université Juraj Dobrila de Pula
L'université Juraj Dobrila de Pula (en croate Sveučilište Jurja Dobrile u Puli, en latin Universitas Studiorum Georgii Dobrila Polensis) est une université de Pula en Croatie, fondée en 2006.

## Organisation

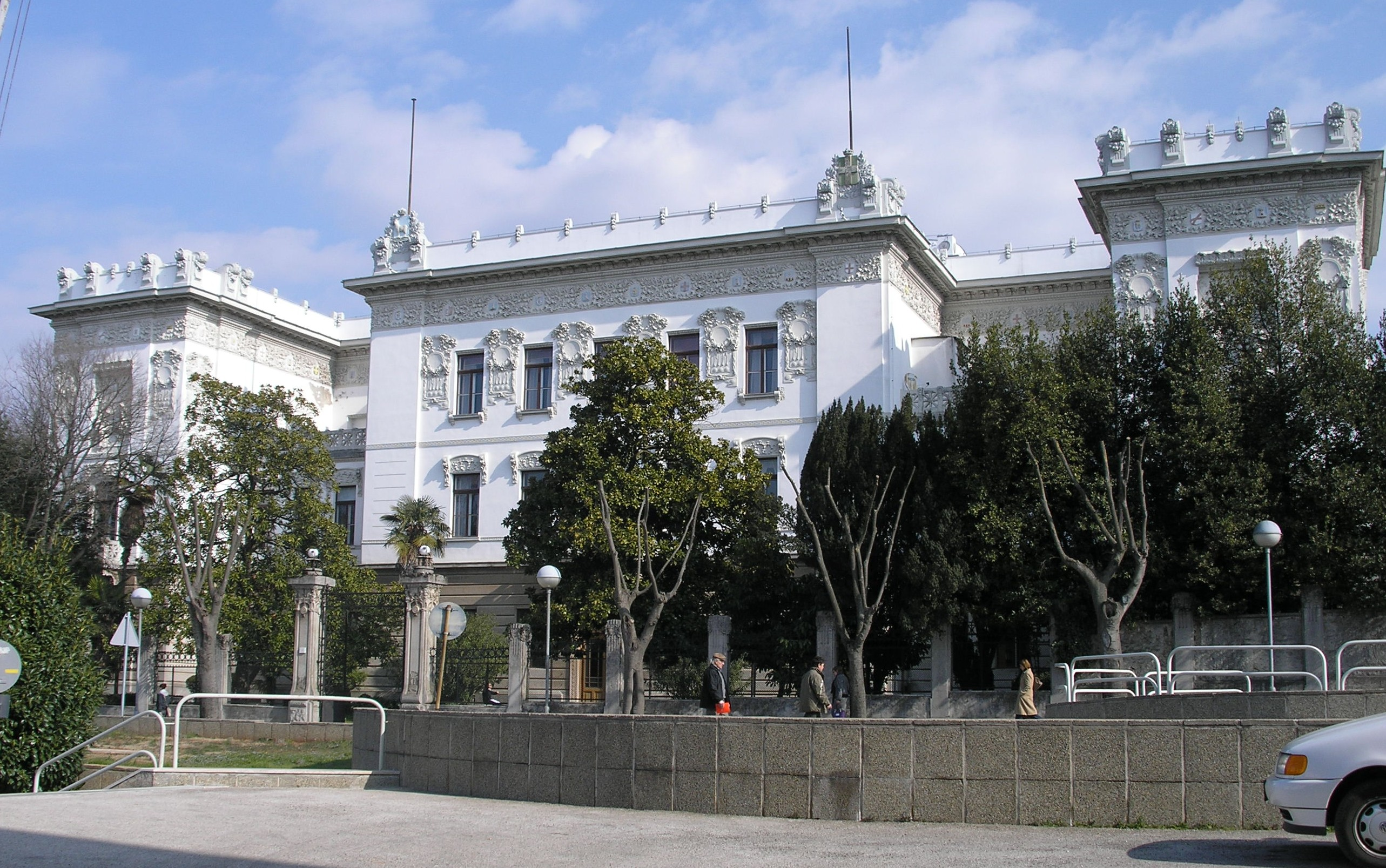
Bâtiment principal de l'Université Juraj Dobrila de Pula

L'université est composée de cinq départements:
- Département de l'économie et du tourisme "Dr. Mijo Mirković"
- Département des sciences humaines
- Département de la musique
- Département pour des études dans la langue italienne
- Département de formation pédagogique

## Recteurs
- Marčelo Dujanić (2006-2009)
- Robert Matijašić (2009-)